# آنا ماریا برنزا
آنا ماریا برِنزا (رومانیایی: Ana Maria Brânză تلفظ رومانیایی: [ˈa:na maˈʀi:a ˈbrɨn.zə]؛ زادهٔ ۲۶ نوامبر ۱۹۸۴) بانوی شمشیرباز اهل رومانی در اسلحهٔ اپه است. او در المپیک ۲۰۱۶ ریو قهرمان شد و در المپیک ۲۰۰۸ پکن مدال نقره گرفت. برینزا دو دوره قهرمانی جهان را هم در کارنامه دارد.